# Indemnität
Indemnität (lat. indemnitas, ‚die Schadlosigkeit‘; indemnātio, -ōnis, f., ‚die Schadloshaltung‘), d. h. die Verantwortungsfreiheit, bezeichnet die Freistellung von strafrechtlicher, disziplinarrechtlicher (u. U. auch zivilrechtlicher) Verfolgung. Sie stellt ein Verfahrenshindernis im Strafprozess dar, während Immunität für Abgeordnete lediglich die Strafverfolgung für die Zeit des Mandats hemmt und daher kein echtes Verfahrenshindernis darstellt.
Indemnität ist auch eine Bezeichnung für die nachträgliche Legitimierung von rechtswidrigen, eigenmächtigen oder im Ausnahmezustand getroffenen Entscheidungen der Regierung durch ein Parlament bzw. den zuständigen Souverän.

## Indemnität in Deutschland
In Deutschland genießen nach Art. 46 Abs. 1 Grundgesetz (GG) und § 36 StGB sowohl Bundestags- als auch Landtagsabgeordnete sowie Mitglieder der Bundesversammlung wegen ihrer Äußerungen Indemnität. Sie dürfen also wegen einer Abstimmung oder einer Äußerung, die sie im Parlament oder dessen Ausschüssen getan haben, zu keiner Zeit – also auch nicht nach Ablauf des Mandats – gerichtlich oder dienstlich verfolgt oder sonst außerhalb des Parlaments zur Verantwortung gezogen werden. Außerparlamentarische Äußerungen sind nicht erfasst. Die Indemnität gilt für jedes gerichtliche Verfahren, also einschließlich strafrechtlicher und zivilrechtlicher Klagen. Die einzigen Ausnahmen sind Verleumdungen gemäß § 187 StGB sowie Verunglimpfung des Andenkens Verstorbener gemäß § 189 StGB. Die Indemnität ist ein Strafausschließungsgrund und kann im Gegensatz zur Immunität weder vom Parlament noch von einer anderen Stelle aufgehoben werden.
Die Indemnität soll sicherstellen, dass die Abgeordneten nur nach ihrem Gewissen handeln können, und die Funktionsfähigkeit des Parlaments gewährleisten. Exekutive und Judikative wird die Möglichkeit genommen, wegen angeblicher oder tatsächlicher Vergehen Einfluss auf Abstimmungsverhalten und Zusammensetzung des Parlaments zu nehmen. Insoweit dient die Indemnität auch der Gewaltenteilung. Den Ehrenschutz und die Arbeitsdisziplin stellt das Parlament selbst sicher. Nach Maßgabe der Geschäftsordnung kommen etwa Ordnungsruf, Ruf zur Sache, Wortentziehung und Saalverweis in Betracht. 
Die deutschen Verfassungen von 1849 (Paulskirchenverfassung), 1871 (Bismarcksche Reichsverfassung) und 1919 (Weimarer Verfassung) kannten keine Ausnahmen von der Indemnität des Abgeordneten.